# سيمون لاندفال
سيمون لاندفال (بالسويدية: Simon Lundevall) (23 سبتمبر 1988 بإسكيلستونا في السويد - ) هو لاعب كرة قدم سويدي في مركز الوسط. شارك مع منتخب السويد لكرة القدم. أما مع النوادي، فقد لعب مع غيفلي ونادي إلفسبورغ وEskilstuna City FK ‏ ونادي فيستيروس ‏.

## وصلات خارجية
- سيمون لاندفال على موقع اتحاد السويد (السويدية)
- سيمون لاندفال على موقع قاعدة بيانات كرة القدم.إي يو (الإنجليزية)
- سيمون لاندفال على موقع ناشيونال فوتبول تيمز (الإنجليزية)
- سيمون لاندفال على موقع Soccerway.com (الإنجليزية)